# Fresno (Colombia)
Fresno è un comune della Colombia facente parte del dipartimento di Tolima.

## Storia
L'abitato venne fondato da Gonzalo Jiménez de Quesada nel 1574.